# Krystyna Bukietyńska-Słopecka
Krystyna Bukietyńska-Słopecka (ur. 16 grudnia 1934 w Brześciu, zm. 27 maja 2017) – polska chemiczka, wykładowca Uniwersytetu Wrocławskiego.

## Życiorys
Przez całą karierę związana z Uniwersytetem Wrocławskim. W 1964 obroniła pracę doktorską Struktura elektronowa związków U(IV) w związkach chemicznych napisaną pod kierunkiem Bogusławy Jeżowskiej-Trzebiatowskiej, stopień doktora habilitowanego otrzymała w 1975 na podstawie pracy Analiza intensywności przejść f-f w badaniach struktury związków lantanowców w roztworach. W latach 1991–2004 była kierownikiem Zakładu Analizy Instrumentalnej, w latach 1971–1992 kierowała zespołem spektroskopii lantanowców, w latach 1992–2006 zespołem spektroskopii, struktury i elektrochemii związków koordynacyjnych pierwiastków d- i f-elektronowych. W latach 1990–1995 była prorektorem UWr.
W 1980 była współzałożycielką, a następnie wiceprzewodniczącą Komisji Zakładowej NSZZ „Solidarność” na Uniwersytecie Wrocławskim, w latach 1989–1991 przewodniczącą Regionalnej Komisji Pracowników Nauki i członkiem Prezydium Krajowej Sekcji Nauki NSZZ „Solidarność”, od 17 maja 1982 do 30 czerwca 1982 była internowana.
Zmarła 27 maja 2017 r. i została pochowana na cmentarzu przy ul. Smętnej we Wrocławiu.

## Odznaczenia
- Krzyż Kawalerski Orderu Odrodzenia Polski[8]
- Złoty Krzyż Zasługi[8]
- Medal Komisji Edukacji Narodowej[8]
- Krzyż Wolności i Solidarności[8]
- Nagroda Pełnomocnika Rządu ds. Pokojowego Wykorzystania Energii Jądrowej[8]